# Titanohyrax
Titanohyrax — род вымерших млекопитающих из отряда даманов. Размеры — от крупных до очень крупных. Включал крупнейших из известных науке представителей даманов.
Род существовал с эоцена по олигоцен. Образцы были обнаружены в современных Алжире, Тунисе и Египте. Виды Titanohyrax все еще плохо изучены из-за их редкости в летописи окаменелостей.
Titanohyrax отличались от многочисленных палеогенового даманов своими лофоселенодонтными зубами, полностью моляризованными премолярами и относительно высокими коронками жевательных зубов. Это говорит о том, что род был листоядным.
Крупнейший из них, Titanohyrax ultimus из раннего олигоцена формации Джебель-Катрани, Фаюмская впадина, Египет, описан автором как «чрезвычайно гигантский вид, являющийся самым крупным из всех известных до сих пор гиракоидов» — оценки массы тела колеблются от 600 до 1300 кг. Titanohyrax tantulus — самый мелкий из известных видов рода с массой тела около 23 кг..

## Классификация
По данным сайта Paleobiology Database, на март 2021 года в род включают 7 вымерших видов:
- Titanohyrax andrewsi
- Titanohyrax angustidens
- Titanohyrax mongereaui
- Titanohyrax palaeotherioides
- Titanohyrax schlosseri
- Titanohyrax tantulus
- Titanohyrax ultimus